# Bielański
Bielański – polski herb szlachecki nadany w zaborze austriackim.

## Opis herbu
W polu błękitnym między rogami półksiężyca złotego takiż krzyż klinem u dołu zakończony.
Nad tarczą dwa hełmy: nad pierwszym pięć piór strusich na przemian błękitnych i złotych, nad drugim skrzydło orle błękitne z takim krzyżem i półksiężycem jak na tarczy.

## Historia herbu
Nadany w Galicji w 1782 roku arcybiskupowi lwowskiemu Piotrowi Bielańskiemu, wraz z nadaniem tytułu "Ritter".

## Herbowni
Bielański.